# Pasmo Zabawy

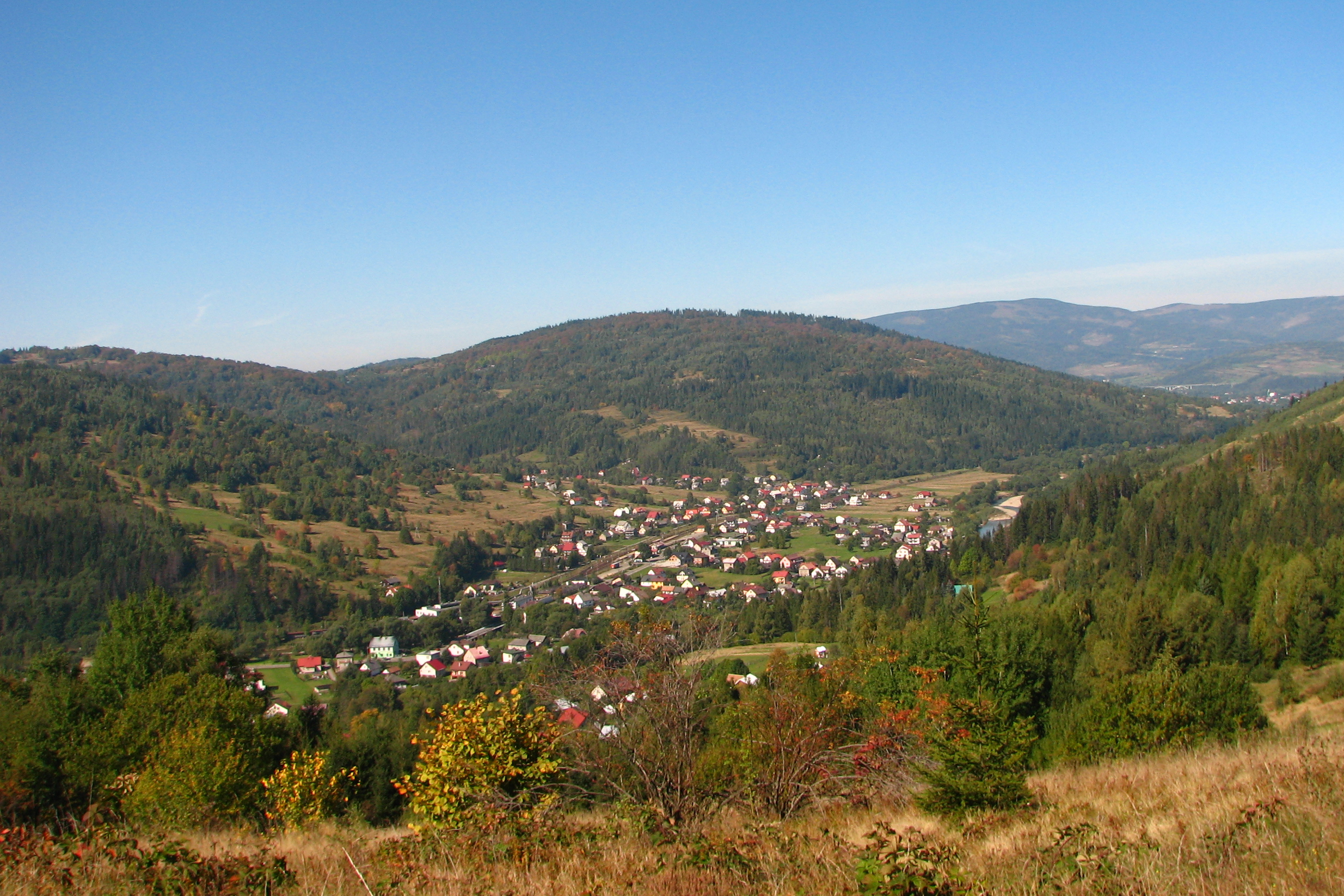
Mała Zabawa i Zabawa, widok z Rajczy (2007)

Pasmo Zabawy – grupa górska, w regionalizacji fizycznogeograficznej Polski według Jerzego Kondrackiego znajdująca się w Beskidzie Śląskim, w nowej regionalizacji na Międzygórzu Jabłonkowsko-Koniakowskim.
W jej skład wchodzą następujące szczyty: Zabawa (823 m), Mała Zabawa (798 m), Biernatka (762 m), Madejowa Kiczora (707 m). Jej północną, wschodnią i południową granicę stanowi dolina Soły, na zachodzie opiera się o dolinę potoku Nieledwianka i przełęcz Kotylnica.
Administracyjnie leży na terenie gmin: Rajcza oraz Milówka.
Grupa jest słabo zagospodarowana pod względem turystycznym – brak jest szlaków pieszych oraz obiektów noclegowych, jednak prowadzą tędy liczne trasy rowerowe.